# Diamond Eyes
Diamond Eyes è il sesto album in studio del gruppo musicale statunitense Deftones, pubblicato il 4 maggio 2010 dalla Reprise Records.
Il disco ha venduto 62 000 copie negli Stati Uniti d'America nella prima settimana di uscita, debuttando al sesto posto della classifica Billboard 200.

## Antefatti
Agli inizi del 2007 i Deftones iniziarono a lavorare al seguito di Saturday Night Wrist, album che richiese un lungo processo di scrittura e di registrazione, fatto di cui i componenti erano rimasti insoddisfatti. Per ovviare a questo, il gruppo prese la decisione di comporre un album in maniera più rapida, come venne fatto con i primi album. Sotto la produzione di Terry Date, i Deftones completarono le registrazioni del sesto album, intitolato Eros e originariamente programmato per gli inizi del 2009.
Tuttavia, il 3 novembre 2008 il bassista Chi Cheng fu coinvolto in un serio incidente stradale, portandolo in stato di coma e mettendo in attesa la pubblicazione di Eros. Incerti sul fatto che Cheng si sarebbe ripreso e che sarebbe stato in grado di suonare ancora, i Deftones iniziarono ad esibirsi in alcuni concerti e festival a inizio 2009 con Sergio Vega, ex-bassista del gruppo post-hardcore Quicksand nonché amico stretto del gruppo. Arrivati a questo punto, i Deftones non erano sicuri se sciogliersi o proseguire l'attività musicale.
A giugno 2009 i Deftones hanno deciso di accantonare in maniera indefinita la pubblicazione di Eros e di iniziare a scrivere un nuovo album con Vega, intitolato Diamond Eyes. Contrariamente a quanto compito con Eros, il quale contiene tematiche oscure e rabbiose, i Deftones hanno voluto registrare un album che affrontasse tematiche più ottimiste. Diamond Eyes è stato registrato in due mesi con il produttore Nick Raskulinecz (Foo Fighters, Velvet Revolver, Stone Sour e Alice in Chains); per esso, i Deftones hanno evitato l'utilizzo di Pro Tools in favore di scrivere i brani insieme come gruppo ed esercitandosi «un milione di volte fino a quando non fossero stati perfetti», in modo da ottenere un sound grezzo e «ben fatto».

## Pubblicazione
Diamond Eyes era inizialmente previsto per la pubblicazione il 27 aprile attraverso la Reprise Records, ma la data è stata successivamente posticipata al 18 maggio per poi venire anticipata al 4 maggio.
Il 26 aprile 2010 i Deftones hanno reso disponibile l'album per lo streaming, mentre il 4 maggio il gruppo ha eseguito un webcast live dei brani di Diamond Eyes a Dallas (Texas), rispondendo inoltre alle domande dei fan.
Il gruppo ha inoltre pubblicato sul proprio canale YouTube una serie di sette video intitolata The Creation of Diamond Eyes, nella quale vengono fornite maggiori informazioni sulla registrazione dell'album. Il primo video della serie è stato pubblicato il 27 aprile 2010, mentre l'ultimo è uscito il 5 maggio.

### Singoli

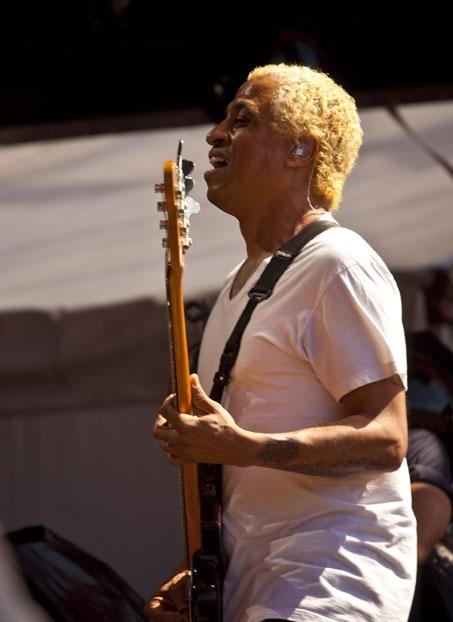
Il bassista Sergio Vega, subentrato a Chi Cheng agli inizi del 2009

Il primo singolo ad essere stato estratto dall'album è Rocket Skates, reso disponibile limitatamente per il download gratuito attraverso il sito ufficiale dei Deftones il 23 febbraio 2010. Il singolo è stato successivamente pubblicato in formato digitale sull'iTunes Store il 9 marzo e in formato 7" il 17 aprile per il Record Store Day Il secondo singolo è stato l'omonimo Diamond Eyes, pubblicato per il download digitale il 15 marzo 2010.
Il 1º ottobre è stato pubblicato come terzo singolo il brano Sextape, il cui video (diretto da Zak Forrest e Chad Liebenguth, noti anche come i ZFCL) è stato reso disponibile il 3 settembre 2010. Il 26 novembre invece è stato pubblicato il quarto ed ultimo singolo estratto dall'album, You've Seen the Butcher, il cui video (diretto da Jodeb Films) è stato diffuso il 28 ottobre.
Il 12 agosto 2011 i Deftones hanno pubblicato un quinto video, quello del brano Beauty School.

## Stile musicale e tematiche
In un'intervista, Moreno ha descritto lo stile musicale dell'album come un incrocio tra quello degli album Around the Fur e White Pony. Secondo le sue stesse parole, ritiene Diamond Eyes «uno dei migliori album mai realizzati dai Deftones».

Sul lato della composizione dei testi, lo stesso frontman ha affermato:

## Accoglienza
Diamond Eyes ha ricevuto un buon riscontro di critica, la quale ha anche definito il riff conclusivo della title track Diamond Eyes come «uno dei più aggressivi mai scritti dal gruppo».

## Tracce
Testi e musiche dei Deftones.
1. Diamond Eyes – 3:08
2. Royal – 3:32
3. CMND/CTRL – 2:25
4. You've Seen the Butcher – 3:31
5. Beauty School – 4:47
6. Prince – 3:36
7. Rocket Skates – 4:14
8. Sextape – 4:01
9. Risk – 3:38
10. 976-EVIL – 4:32
11. This Place Is Death – 3:48

Tracce bonus nell'edizione di iTunes
1. Do You Believe – 3:28 – originariamente interpretata dai The Cardigans
2. Ghosts – 4:27 – originariamente interpretata dai Japan
3. Caress – 3:33 – originariamente interpretata dai Drive Like Jehu

## Formazione
Gruppo
- Abe Cunningham – batteria
- Chino Moreno – voce, chitarra
- Frank Delgado – tastiera, campionatore
- Sergio Vega – basso
- Stephen Carpenter – chitarra

Produzione
- Nick Raskulinecz – produzione, missaggio (eccetto traccia 1)
- Paul "Fig" Figuerda – registrazione, ingegneria del suono
- Chris Lord-Alge – missaggio (traccia 1)
- Keith Armstrong – assistenza tecnica (traccia 1)
- Nik Karpen – assistenza tecnica (traccia 1)
- Brad Townsend – ingegneria del suono aggiuntiva
- Andrew Schubert – ingegneria del suono aggiuntiva
- Ted Jensen – mastering
- Tom Whalley – produzione esecutiva
- John Ross – fotografia barbagianni
- 13th Witness – fotografia band
- Frank Maddocks – direzione creativa, grafica

## Classifiche
| Classifica (2010)         | Posizione massima |
| ------------------------- | ----------------- |
| Australia                 | 22                |
| Austria                   | 13                |
| Belgio (Fiandre)          | 55                |
| Belgio (Vallonia)         | 31                |
| Canada                    | 10                |
| Danimarca                 | 28                |
| Finlandia                 | 32                |
| Francia                   | 23                |
| Germania                  | 8                 |
| Grecia                    | 10                |
| Italia                    | 50                |
| Messico                   | 81                |
| Norvegia                  | 17                |
| Nuova Zelanda             | 8                 |
| Paesi Bassi               | 55                |
| Portogallo                | 28                |
| Spagna                    | 53                |
| Stati Uniti               | 6                 |
| Stati Uniti (alternative) | 2                 |
| Stati Uniti (hard rock)   | 2                 |
| Stati Uniti (rock)        | 2                 |
| Svezia                    | 25                |
| Svizzera                  | 11                |